# Oppelo (Arkansas)
Oppelo es una ciudad ubicada en el condado de Conway en el estado estadounidense de Arkansas. En el Censo de 2010 tenía una población de 781 habitantes y una densidad poblacional de 119,9 personas por km².

## Geografía
Oppelo se encuentra ubicada en las coordenadas 35°6′2″N 92°46′25″O / 35.10056, -92.77361. Según la Oficina del Censo de los Estados Unidos, Oppelo tiene una superficie total de 6.51 km², de la cual 6.38 km² corresponden a tierra firme y (2.03%) 0.13 km² es agua.

## Demografía
Según el censo de 2010, había 781 personas residiendo en Oppelo. La densidad de población era de 119,9 hab./km². De los 781 habitantes, Oppelo estaba compuesto por el 96.03% blancos, el 0.64% eran afroamericanos, el 1.15% eran amerindios, el 0.26% eran asiáticos, el 0.13% eran isleños del Pacífico, el 0.64% eran de otras razas y el 1.15% pertenecían a dos o más razas. Del total de la población el 3.71% eran hispanos o latinos de cualquier raza.